# هيدرولاز

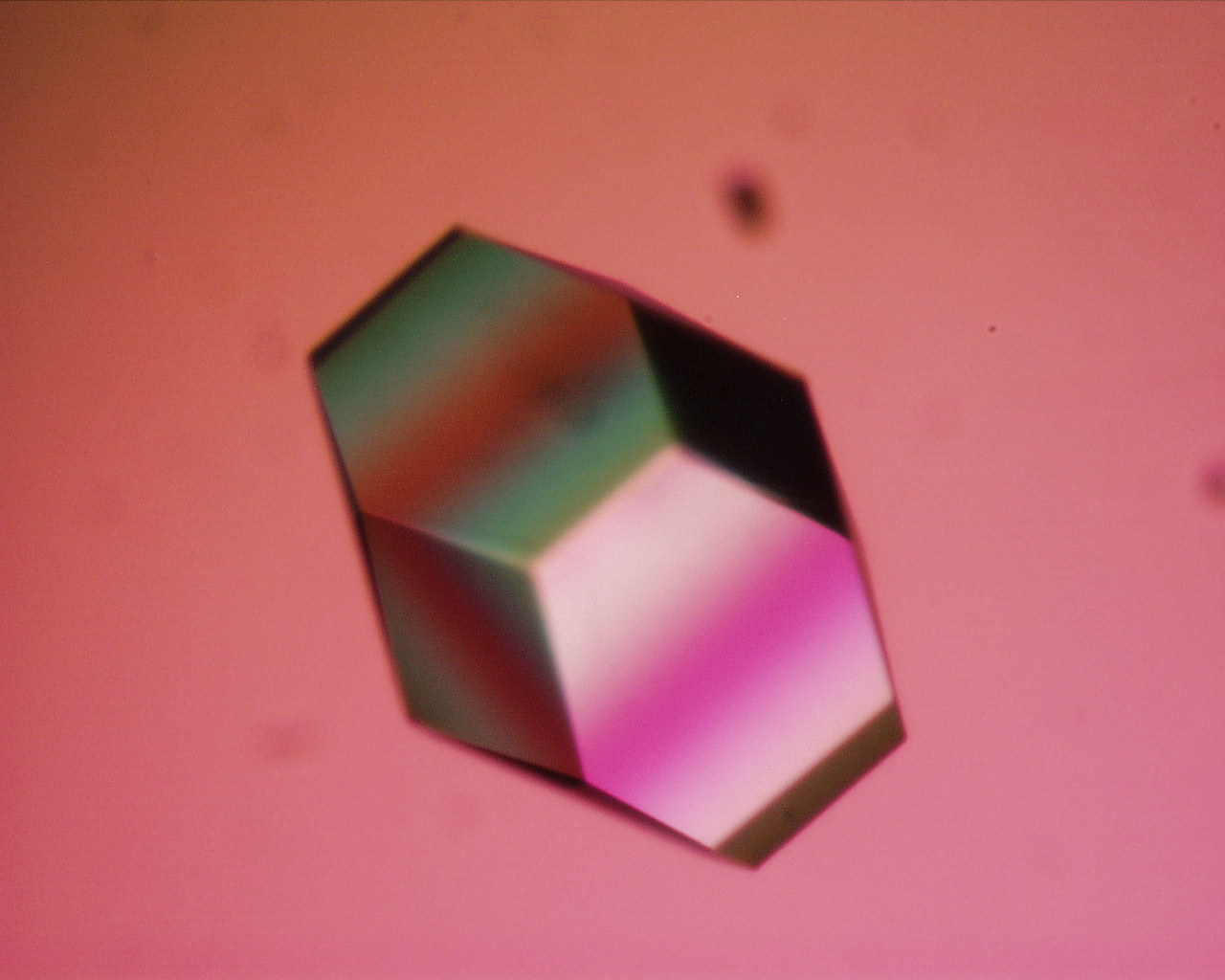

الهيدرولاز أو الإنزيم المحلمه أو إنزيم الحلمهة أحد أنواع الإنزيمات التي تحفز حلمهة الإستر (استراز)، الروابط الببتيدية (ببتيداز)، والروابط السكرية (أوزيداز). عادة هذه الأنزيمات لا تحتاج لعامل مرافق.
نعثر على الهيدرولاز في الجسيم الحال للخلية. هذا الهيدرولاز له خاصية حمضية، حيث تكون درجة حموضته 5 عندما يفعّل. يحفض الأنزيم داخل الجسيم الحال بطريقة مسيكة وخروجه بطريقة فجائية يؤدي إلى تحطيم الخلية.